# Svrcekomyces
Svrcekomyces är ett släkte av svampar. Svrcekomyces ingår i familjen Pyronemataceae, ordningen skålsvampar, klassen Pezizomycetes, divisionen sporsäcksvampar och riket svampar.